# 马修·坦普尔
马修·坦普尔（英語：Matthew Temple，1999年6月20日—）是澳洲的一位游泳運動員。他代表澳洲參加了2019年世界游泳錦標賽的男子200公尺蝶式比賽。他也曾在2020東京奧運獲得男子4×100米自由泳接力銅牌。